# اکرم بویالی
اکرم بویالی (انگلیسی: Ekrem Boyalı؛ متولد ۱۵ ژوئیه ۱۹۷۰) یک تکواندوکار المپیکی بازنشسته و مربی تکواندو اهل ترکیه است.

## حرفه ورزشی
او در سال ۱۹۸۳ تکواندو را با پیروی از برادر بزرگتر خود عثمان بویالی آغاز کرد. پس از چهار سال تمرین سخت در باشگاه ورزشی برادرش، در تیم ملی پذیرفته شد. او بعداً کاپیتان تیم ترکیه شد.
بویالی در بازی‌های المپیک تابستانی ۱۹۹۲ که در بارسلون اسپانیا برگزار شد، برای ترکیه رقابت کرد و پس از باخت در مقابل کیم بیونگ-چئول از کره جنوبی در بازی نهایی، نایب قهرمان شد. اما مسابقات تکواندو به عنوان ورزش نمایشی برگزار شد و بنابراین مدال اهدا نگردید.
بویالی پس از بازنشستگی از حضور در مسابقات، به عنوان مربی تیم ملی ترکیه خدمت کرد. مدتی بعد، او مربیگری تیم ملی بلغارستان را به عهده گرفت.